# Mont Alfred Faure
Mont Alfred Faure är ett berg i Antarktis. Det ligger i Östantarktis. Frankrike gör anspråk på området.
Terrängen runt Mount Alfred Faure är platt åt sydost, men åt sydväst är den kuperad. Havet är nära Mount Alfred Faure åt nordost. Trakten är glest befolkad. Närmaste befolkade plats är Dumont d'Urville Station, 2,2 kilometer öster om Mount Alfred Faure.